# Vattentornet i Trelleborg
Trelleborgs gamla vattentorn reser sig över Stadsparken och Stortorget i Trelleborg. Den är ritad av Ivar Tengbom.

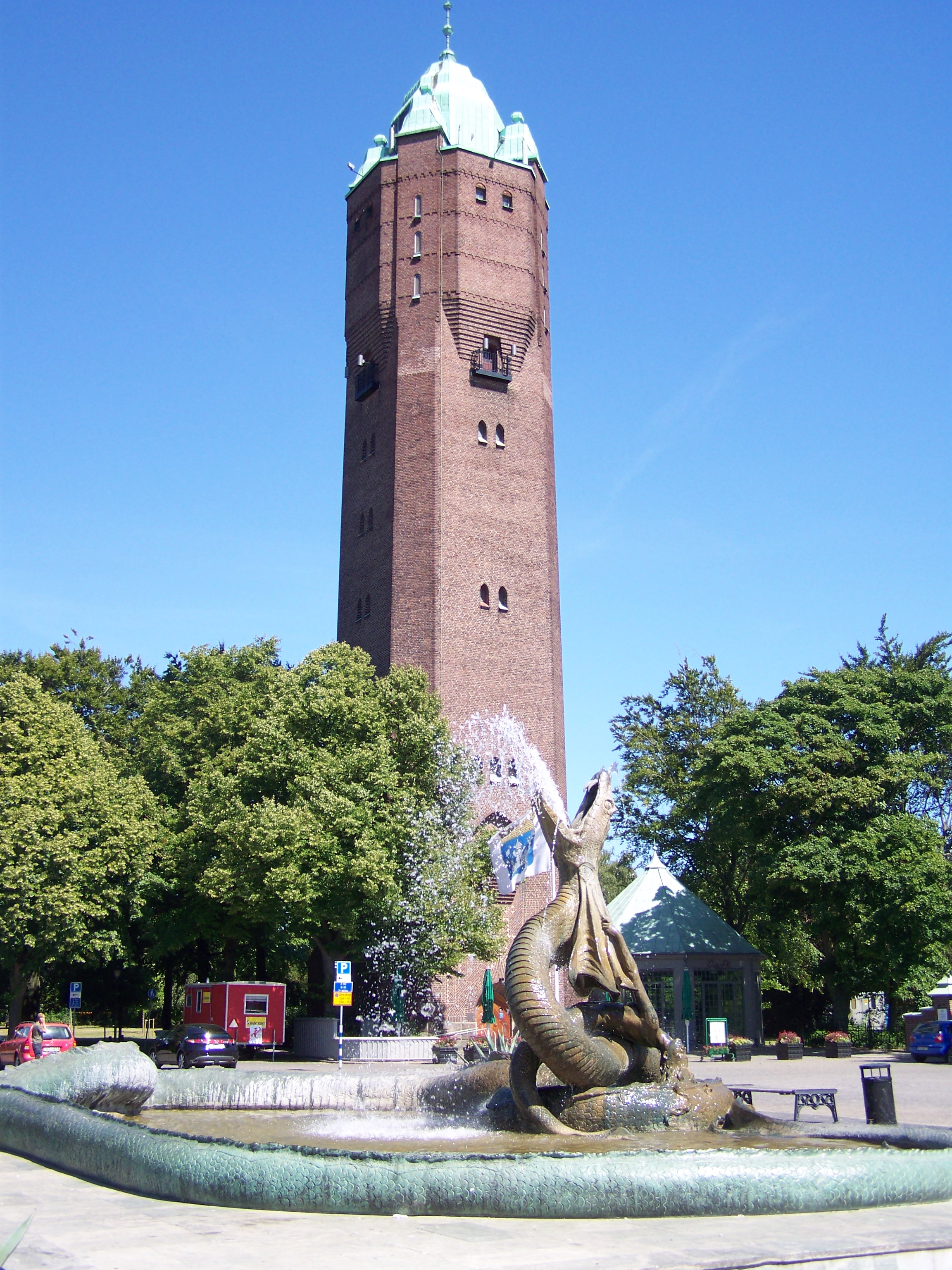
Trelleborgs gamla vattentorn och fontänen Sjöormen

Vattentornet är Trelleborgs högsta byggnad och är 58 meter högt. Vattentornet är byggt i Helsingborgstegel och murat med kalkbruk som gjordes av Simrishamnsgrus och slagen i kalk. Vattencisternen rymde 300 kubikmeter vatten och trycktes upp genom ett nio tum tjockt rör. Bjälklaget vilade på 32 meters höjd och överkanten på cisternen var 42 meter över gatuplanet.

## Historia
Bygget påbörjades 1911 och byggdes på marken eftersom det saknades höjder och backar. Bygget av Vattentornet gjorde att vatten och gas blev tillgängligt centralt. Vattentornet valdes att placeras på Nya Torget. Trelleborgsbyggmästaren N P Roslunds byggfirma byggde Vattentornet och anbudet slutade på 52 800 kr. Under andra världskriget användes Vattentornet som utsiktstorn för spaning efter fientligt flyg. Vattentornet tog ur bruk 1971 och ersattes av det nya vattentornet i norr. Vattentornet rymmer i dag ett café. År 1999 kompletterades vattentornet med en cafépaviljong ritad av arkitekten Eva Arén. Under senhösten 2004 har balkongerna på Vattentornet renoverats och 2010 renoverades Vattentornet exteriört.